# Vanda falcata
Vanda falcata  (Thunb.) Beer, 1854 è una pianta della famiglia delle Orchidacee originaria dell'Asia Orientale.

## Descrizione
È un'orchidea di piccole dimensioni che cresce epifita su alberi caducifogli, trovandosi quindi in ambiente ombroso in estate e soleggiato in inverno. Presenta un fusto breve, a crescita monopodiale, ricoperto alla base dalle foglie che sono conduplicate, distiche, coriacee, carnose, lineari, falcate. La fioritura avviene dall'inizio dell'estate, fino all'autunno su un'infiorescenza ascellare eretta, lunga circa 7 centimetri, lassa, portante alcuni fiori. Questi sono grandi in media 3 centimetri, sono profumati e di colore bianco.

## Distribuzione e habitat
La specie è diffusa in Cina, Corea, Giappone e Isole Ryukyu.
Cresce epifita su alberi caducifogli, in ambiente quindi soleggiato in inverno e ombreggiato in estate.

## Sinonimi
Orchis falcata Thunb. in J.A.Murray, 1784

Limodorum falcatum (Thunb.) Thunb.,1794

Angraecum falcatum (Thunb.) Lindl., 1821

Oeceoclades falcata (Thunb.) Lindl., 1833

Aerides thunbergii Miq., 1866

Vanda pygmaea H.Laurentius, 1868, nom. superfl.

Angorchis falcata (Thunb.) Kuntze, 1891

Angraecopsis falcata (Thunb.) Schltr., 1914

Finetia falcata (Thunb.) Schltr., 1918

Neofinetia falcata (Thunb.) Hu, 1925

Nipponorchis falcata (Thunb.) Masam., 1934

Holcoglossum falcatum (Thunb.) Garay & H.R.Sweet, 1972

## Coltivazione
Questa pianta è meglio coltivata in vasi sospesi contenenti materiale grossolano, come sughero o fibre di felce, per permettere all'aria di arrivare alle radici. Nella fase vegetativa sono necessarie irrigazioni e la temperatura dev'essere più calda.